# Роман о Лисе
«Роман о Ли́се» (фр. Roman de Renard) — сатирический памятник французской городской литературы конца XII—XIV века, состоящий из поэм-фаблио, именуемых «ветвями» (браншами). Главный герой — лис-трикстер по имени Рена́р (фр. Renard, Renart) или Рейнеке (нем. Reineke).
В Средние века поэмы о Лисе пользовались огромной популярностью и у соседних с французами германских народов (фламандцы, голландцы, немцы, англичане), которые внесли существенный вклад в развитие образов ренардического цикла.

## Имя
Ренар (Renart) — французский вариант германского имени Рейнгард (Reinhard). Первый элемент Рен, по-видимому, восходит к общегерманскому корню regin/rain — «дождь», который был символом небесного благословения у древних германцев, хотя в некоторых интерпретациях этот же корень соотносят с латинским словом «король» — rex-regis. Второй элемент «ар(т)» восходит к германскому hart/hard — жёсткий, закалённый, выносливый. 
Само имя в целом может означать как закалённый непогодой, так и непобедимый король. В романских языках его внутренняя этимология была постепенно утрачена и воспринималась лишь как обычное односложное имя, орфография которого изменялась до современного варианта Renard. Но в средневековой Англии, куда эпос пришёл после норманнского завоевания, местные крестьяне долгое время называли главного персонажа «Рейнхардом» (Rain-hard, совр. англ. Reynard the Fox).
Начиная с XIII века во французском языке имя Ренар начинают употребляться сначала в переносном значении во фразеологизмах (например, фр. savoir de renart — быть мастером обмана), затем — в качестве прилагательного  со значением «хитрый». Постепенно к XVII веку слово renard вытесняет из обихода все прочие формы для обозначения лисы (такие, как старофр. volpil, goupil) — как животного, так и меха, а также употребляется в многочисленных фразеологизмах и переносных значениях. В современном французском языке слово renard является единственным для обозначения лисы. В немецком языке имя лиса, Рейнеке, стало уважительным, наподобие Лисы Патрикеевны в русском языке (любопытно, что в некоторых русских переводах и пересказах романа, выполненных в XIX-XX вв., имя главного героя адаптируется как «Лис Патрикеевич»). Аналогично сложилась судьба у имён барсука Гримбарта, зайца Лямпе, а во французском языке такой статус получило имя петуха — Шантеклер.
Литературоведы обращают внимание на германское, а не романское происхождение говорящих имён некоторых героев франкоязычного ренардического цикла — волк Ysengrim («железный оскал»), медведь Bruin («бурый») и т. д. Из этого следует, что первые французские памятники цикла «Роман о Лисе» опираются на более ранний германский (возможно, фламандский или нидерландский) источник.

## Эволюция

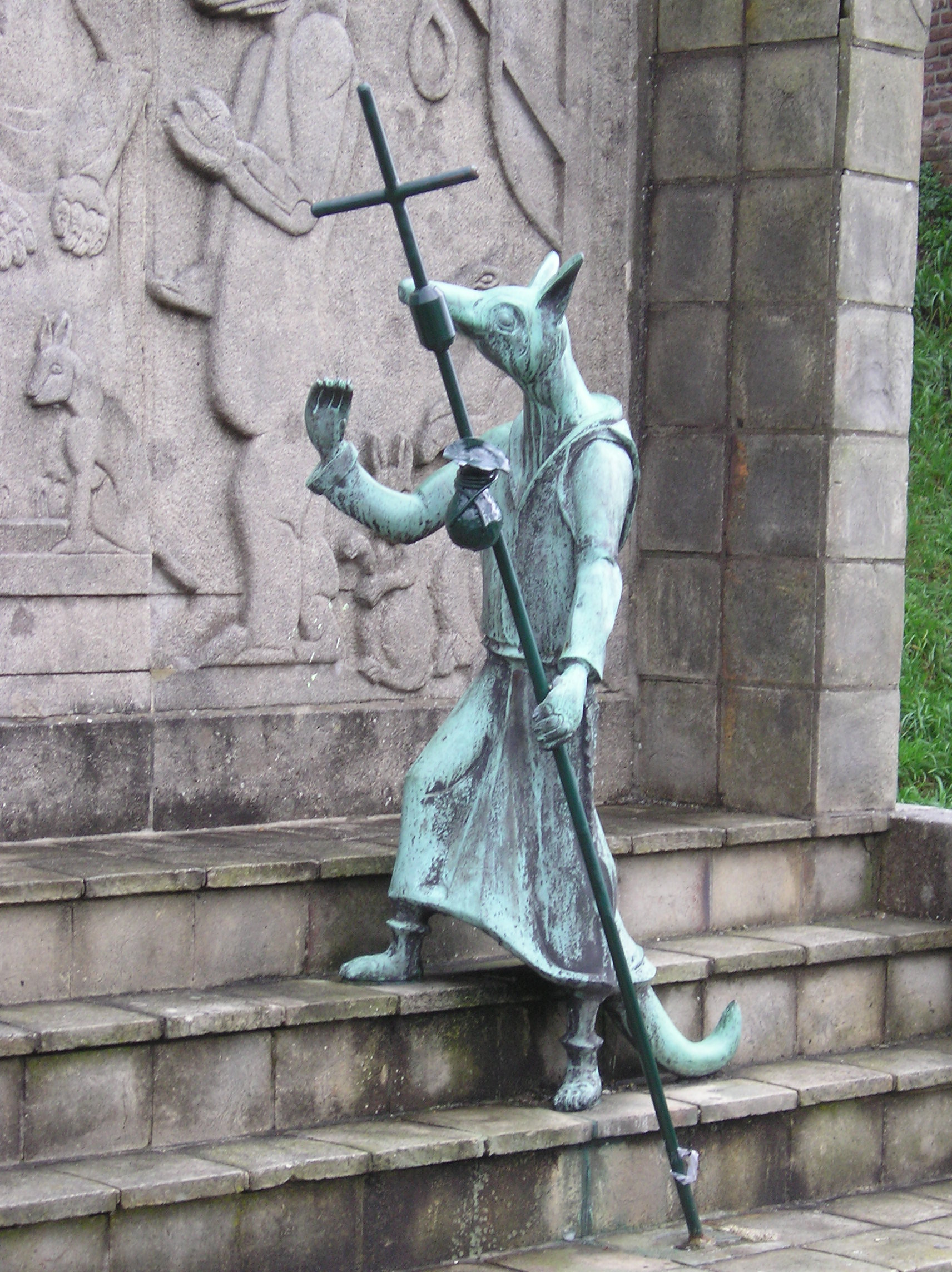
Памятник Ренару в г. Хюлст, Нидерланды. Памятник установлен в связи с тем, что этот город упоминается во фламандской версии истории о Лисе.

В основе поэм ренардического цикла лежат античные басни Эзопа и восточные (индийские) сказки о животных, проникавшие в Европу через Византию и Италию.
Самая ранняя литературная обработка подобных сюжетов составлена была около 940 года молодым монахом из г. Туля в Лотарингии, который этим трудом хотел искупить свои грехи и потому назвал свою поэму «Ecbasis captivi», то есть «Освобождение узника». Эта небольшая поэма, написанная гекзаметрами на латыни, иносказательно, в виде истории о зверях, повествует о бегстве монаха из монастыря; в неё введена Эзопова басня о больном льве, который, по совету лисицы, был исцелён свежей шкурой, снятой с волка.
В начале XII века главные действующие лица басни — волк и лиса — вероятно во Фландрии, получили свои имена, имевшие германские корни: Изенгрим/Изегрин/Изенгран (Ysengrim, Ysengrin, Isengrim, Ysegrim, Isegrim), то есть «тот, который с железным забралом» — в переносном смысле суровый, свирепый человек, и Рейнгард (Reinhard), то есть «сильный советом» — умник, пройдоха.
По всей вероятности, ещё в первом десятилетии XII века (или около 1149 года) в Южной Фландрии по-видимому, гентским автором (которого иногда называют Магистром Нивардусом) была написана поэма «Изенгрим» (лат. Isengrimus), в которой весьма живо рассказывается о неприятностях, испытанных волком Изенгримом со стороны Лиса Рейнгарда. До нас дошёл только отрывок этой поэмы из 688 стихов, содержащий изложение только двух историй. Переработку поэмы «Изенгрим» представляет собой поэма «Рейнард» (лат. Reinardus) из 6596 стихов, сочинённая монахом Нивардом в Северной Фландрии около 1150 года и содержащая ещё десять рассказов о Лисе. Обе эти поэмы, написанные по-латыни, являются, по сути, сатирами на монахов, а в основе их лежит та же Эзопова басня о лечении больного льва.
Около того же времени возникло и французское эпическое произведение о Ренаре-лисе, основой которого послужил рассказ о суде льва над Лисом. Так называемый французский «Роман о Лисе» представляет собой две дюжины сказок, или «ветвей», которые возникали в разное время между 1175 и 1250 гг. и были искусственно сведены воедино переписчиками, вероятно, лишь по той причине, что в большинстве из них действуют одни и те же главные «персонажи» — лис, волк, лев и некоторые другие. Таким образом, первоначально сказочно-басенная идиоматика перетекла в сатирическую.
Объединённая версия содержит около 35 000 парно рифмующихся стихов и делится на отдельные «ветви», которых насчитывается в разных редакциях около 25. Самая древняя из известных ветвей датируется 1175 годом и приписывается Пьеру Сен-Клу.

## Содержание
Ренар — фигура аллегорическая: он олицетворяет разные виды человеческого поведения (позднее — недостатки, которые они подразумевают). В прологе к III Ветви «Ренара» комически описана мифологическая история сотворения животных: мановением руки Ева порождает Волка и Лисицу (Goupil); автор раскрывает скрытое значение этого факта: 
Сей лис иносказательно означает Ренара, большого пройдоху. С тех пор всех, кто хитёр и ловок, называют Ренаром… Знайте же, что Изенгрим, дядя Ренара, был великий вор… Он иносказательно означает волка, который украл овец Адама. Всех, кто хорошо умеет воровать, по праву называют Изенгримом.

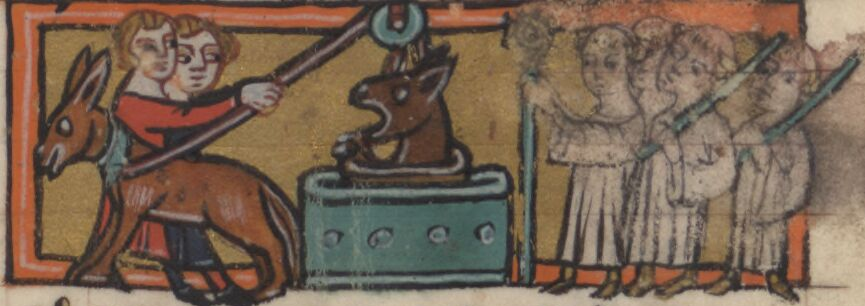
Иллюстрация из французской рукописи «Романа о Лисе» XIV в. По-видимому, изображена сцена, где крестьяне достают Изенгрима из колодца

Основной сюжетной линией произведения является победоносная борьба умного Ренара с грубым и кровожадным волком Изенгримом и с сильным и глупым медведем Бреном. Лис обводит вокруг пальца Льва Нобля (короля), постоянно насмехается над глупостью Осла Бодуэна (священника). В последних ветвях романа, относящихся к XIII в., а также в написанной Рютбёфом пародии развлекательный, комический элемент сменяется острой сатирой на королевскую власть, феодальную знать и духовенство. Подобное смещения акцентов, по-видимому, говорит о приросте городской прослойки населения и, соответственно, апеллированию к её вкусам.
В немецкой версии роман имеет чёткую структуру, и ветви романа так или иначе связаны с общим сюжетом, в то же время как во французской версии они порой могут связаны либо лишь косвенно, либо не связанны вообще. Таким образом, немецкая версия представляет собой законченную историю, а французская — сборник похождений лиса с общими персонажами, не связанными хронологически, и обладающая открытым финалом. Кроме того, во французской версии романа животные более очеловеченные (соответственно, сатирического элемента тут больше), в то время как в немецкой преобладают собственно животные черты. Действие романа происходит во французской версии непосредственно во Франции, а в немецкой — в Германии или Фландрии.

## Сюжет

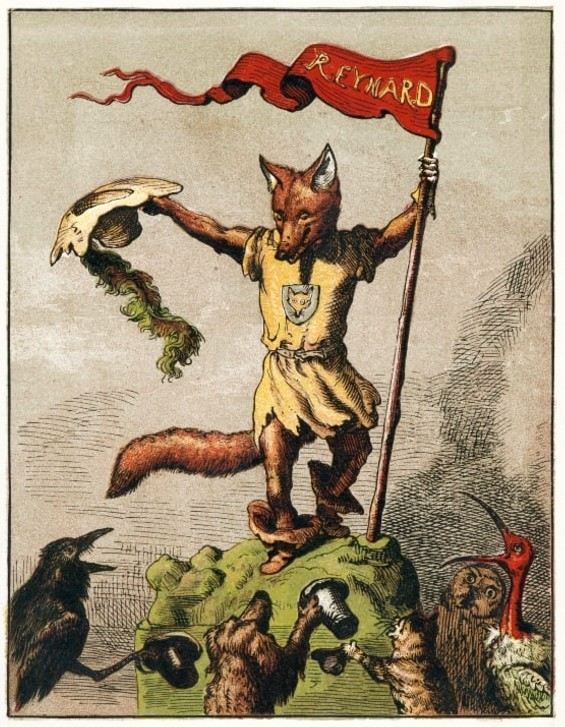
Лис Ренар, илл. Гризе, Эрнест к поэме люксембургского писателя Мишеля Роданжа (1869)

Несмотря на различия у разных западноевропейских народов, во всех версиях «Романа» присутствует общий сюжет.
Сначала читателей знакомят с главным героем — лисом Ренаром/Рейнеке, и главным злодеем — волком Изенгримом.
Наступает Троицын день/Вознесенье, и лев Нобль (Noble, Nobel — «благородный, властелин»), король всех зверей, созывает своих поданных на пир, не является лишь главный герой, Ренар/Рейнеке. Желая разузнать о причине его отсутствия, Нобль узнаёт от своих подданных, что лис сотворил немало бед. Изенгрим утверждает, что лис обесчестил, т.е. изнасиловал его жену Герсенту/Эрсан/Гирмунду (фр. Hersent — «борона»; в адаптированном переводе — Грызента, от рус. грызть) и помочился на волчат, собачка (в немецкой версии носящая имя Вакерлос (нем. Wackerlos — «пустолайчик»), а в английской (первопечатника Кэкстона) — Кортойс (англ. Cortois)) — что он украл у неё кусок колбасы/пирога, заяц Куар/Лямпе (старофр. Coars, фр. Couart, англ. Kywart — «трус»; нем. Lampe — уменьшительное от имени Лампрехт) — что он, собрав хор из зайцев, стал душить Куара/Лямпе из-за того, что сфальшивил. Мнение присутствующих единогласно: лиса — поймать, предать справедливому суду и казнить. Однако Ренара/Рейнеке пытается оправдать его кузен/племянник, барсук Гримбарт/Гринбер (Grimbart, Grimbard, Grimbert), знаток религиозных канонов (из-за чего на некоторых иллюстрациях его облачают в рясу). В частности, он вспоминает, что когда Ренар/Рейнеке, притворившись мёртвым, оказался в повозке с рыбой и стал выбрасывать её на дорогу (аналогичный сюжет присутствует в русской народной сказке «Лиса и волк»), Изенгрим съел хорошую рыбу, оставив лису лишь обглоданные кости. Гримбарт/Гринбер также замечает о том, что Ренар/Рейнеке уже год как готовится уйти в монахи и не ест мяса. Кроме того, выясняется, что и сама Герсента/Гирмунда изменяла своему мужу (в немецкой и английской об этом прямо говорит барсук, а во французской волчица признаётся об этом сама, говоря, что сам Изенгрим — рогоносец; кроме того, во французской версии Герсента/Эрсан сама отдаётся Ренару, в то время как в немецкой Рейнеке влюбляет Гирмунду в себя, несмотря на то, что та пытается хранить супружескую верность), а душить Куара/Лямпе стал в качестве наказания. Казалось бы, дело идёт к примирению сторон, Нобль решает дать Лису шанс исправиться. Однако тут входит процессия из кур, возглавляемая петухом Шантеклером/Геннингом (фр. Chantecler — «певец зари, сладкопевец»; нем. Henning) и курицей Пинтой (фр. Pinte — «пеструха»), и несущая на носилках изуродованное (часто обезглавленное) тело другой курицы, во французской версии носившей имя Крапа, в немецкой — Крацфус (нем. Kratzefuß — «шарконожка»; также в немецкой версии она приходится дочерью Геннинга), а в английской — Коппен (англ. Coppen). Шантеклер/Геннинг рассказывает Ноблю и остальным собравшимся свою печальную историю: Ренар/Рейнеке под личиной благовоспитанного чернеца, проповедующего в курятнике, на самом деле похищает и съедает куриц, тем самым нарушая действующий на момент начала действия романа договор о перемирии, при этом охранявшие птичник псы ничего об этом не знают. Петух требует мести за убитых родственников, в том числе за свою дочь. Тут Нобль окончательно теряет терпение, и медведь Брюн/Браун (фр. Brun, нем. Braun, англ. и нидерл. Bruin — «бурый», в английской версии является дядей лиса) вызывается привести лиса на суд к королю.
Брюн/Браун приходит в замок лиса — Малепартус/Мальпертуи (фр. Malpertuis, Maupertuis, нем. Malepartus, нидерл. Malpertuus, Malpertuis, англ. Malperdy, Maleperduis, Maleperduys — «узкий проход»), однако тот притворяется больным, но Брюн/Браун всё-таки убеждает пойти с ним. Но Ренар/Рейнеке сам приводит его, в немецкой версии — к дому плотника, где лежит колода, по словам лиса, с мёдом. Однако медведь застревает в ней, и плотник, испугавшийся медведя, зовёт на помощь своих соседей и односельчан. Во французской же Ренар приводит Брюна к дуплу с мёдом, где он и застревает, а лис зовёт лесничего Ланфруа и крестьян, расправляющихся с медведем.

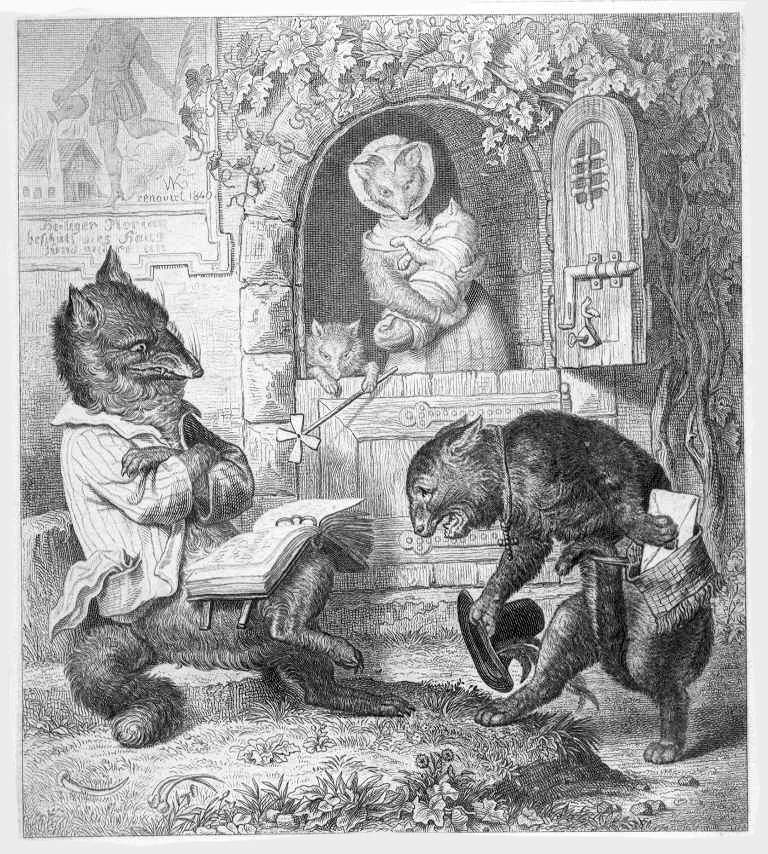
Гинце приходит к Рейнеке. Иллюстрация Вильгельма фон Каульбаха к поэме «Рейнеке-лис» Гёте, 1847 г.

После того, как избитый до полусмерти Брюн/Браун возвращается ко двору ни с чем, за лисом Нобль посылает кота Тиберта/Гинце (фр. и англ. Tibert, Tybert, нем. Hinze). Хитростью и лестью он пытается завлечь лиса в королевский дворец, однако и на этот раз ему самому приходится идти за лисом. Ренар/Рейнеке заманивает его к поповскому дому, чей амбар полон мяса и мышей. Однако кот попадает в силки, и разбуженный священник с сожительницей и слугами также избивают Тиберта/Гинце, в частности, выбивая ему глаз, но и сам он успевает нанести хозяину увечья, откусив ему правое яичко.
Нобль посылает за Ренаром/Рейнеке уже его племянника/кузена — барсука Гримбарта/Гринбера. В английской версии сам барсук предупреждает короля, что если обвиняемый не явится на суд и в третий раз, то его заочно признают виновным по всем преступлениям, и по королевскому повелению направляется к лису. Гримбарт/Гринбер убеждает его, что от судьбы не уйдёшь, и, переночевав у того, уходит с ним к Ноблю. Перед этим лис прощается со своей супругой Эрмелиной (Hermeline, Ermeline — «горностай») и детьми-лисятами: во французской версии их трое — Мальбранш/Худород («дурная ветвь»), Ровель («рыжий») и Персехай/Пролаз/Сверлизабор («пробивающий изгородь»), а в немецкой и английской их двое — Рейнардин/Рейнгардт/Райнхарт и Россель («рыжий»).
По пути Рейнеке/Ренар рассказывает Гримбарту/Гринберу о своих многочисленных злодеяниях и под его влиянием раскаивается и исповедуется ему. В немецкой и английской версиях барсук отрывает прутик и велит дяде/кузену трижды символически ударить себя им, трижды перепрыгнуть, и трижды благоговейно поцеловать, что лис и делает, после чего его грехи, по словам племянника/кузена прощаются, однако и после этого ему следует вести праведный образ жизни. В нидерландской же версии Гримбарт порет лиса прутиком, нанося ему сорок ударов. Но даже после раскаяния в своих грехах лис лезет в первый же курятник, однако барсук вовремя успевает его остановить.
Во дворе Нобля над Ренаром/Рейнеке проходит суд, где, несмотря на все свои попытки оправдаться, его приговаривают к казни. Уже на плахе в немецкой, английской и нидерландской версиях Рейнеке рассказывает, что Изенгрим, Тиберт/Гинце и Брюн/Браун готовили заговор по смещению Нобля и узурпации власти Брюном/Брауном, а кроме того, о кладе (у Гёте принадлежавшего готскому королю Эрманариху), якобы зарытом в немецкой версии в пустоши у Гютерсло (в английской версии — у вымышленного источника Крекеньпит как раз в лесу Гютерсло/Гюльтерсло), и о существовании которого знал его покойный отец. Во французской версии о помиловании слёзно просит его жена. В итоге заговорщиков садят в темницу, а лиса милуют. В немецкой и английской версии с ног Изенгрима и Гирмунды снимают кожу для новых сапог Рейнеке, а со спины Брауна — шкуру для сумы.
Лис, по повелению Нобля, отправляется в паломничество в Рим с Куаром/Лямпе и бараном Бэллином (Bellin — звукоподражательное «блеющий», примерно можно перевести как «бебека»), чтобы замолить свои грехи. По пути паломники останавливаются в Малепартусе/Мальпертуи, где Ренар/Рейнеке съедает Куара/Лямпе, оставляя от него одну лишь голову, которую засовывает в суму и велит Бэллину отправляться обратно во дворец Нобеля. Узнав о произошедшем, Нобль грозится пойти войной на Ренара/Рейнеке, поскольку по словам леопарда, таким образом задета королевская честь, а Бэллина отправляют на съедение волкам. Узников же выпускают, а клад так и не находят.
При дворе Нобля вновь устраивается собрание зверей, и теперь на лиса жалуются кролик и ворон (чью жену съел Ренар/Рейнеке), и лев в очередной раз грозится взять Малепартус/Мальпертуи осадой. Лис вынужден скрываться, и Гримбарт/Гринбер предупреждает его о надвигающейся опасности, но в то же время вновь просит его пойти ко двору покаяться. По пути лис рассказывает свою версию историй с Куаром/Лямпе и вороном, где, как всегда, выставляет виноватыми именно их. В немецкой версии по пути им попадается обезьяна-самец Мартин, отправившийся в паломничество в Рим. Узнав о злоключениях лиса, он решается по прибытии схлопотать прощение у самого папы благодаря царящим в Риме кумовству и взяточничеству. Уже при дворе на суде лис в очередной раз пытается оправдаться, рассказывая массу историй, как и о его похождениях, так и без его участия. В английской версии лису помогает его тётя, знаток права обезьяна Рюкенейв (англ. Rukenaw), в ходе судебных прений вызывающая всю родню и друзей лиса.
В конце концов, Изенгрим, уставший терпеть выходки Ренара/Рейнеке вызывает его на поединок-«божий суд» за честь своего рода и своей жены. Лис обращается за советом к обезьяне, в немецкой версии носящей имя Рюкенау (нем. Rückenau), а в английской — та же Рюкенейв, которая сбривает его налысо и обмазывает маслом. В гётевской поэме Рюкенау читает над Рейнеке молитву следующего содержания: «Онзелоп онвол сузебупо патиде рвопен мавотэ!» (нем. Nekräts negibaul geid sum namteflih dnudna mein tedahcs!). На поединке во французской версии Ренар борется с Изенгримом, держась стойко и проявляя благородство, однако в немецкой и английской Рейнеке прибегает к грязным приёмам, например, засыпая своим хвостом в глаза Изенгриму песок, или мочится на хвост и им же ударяя по морде Изенгрима. В конце концов Ренар/Рейнеке побеждает Изенгрима, тот с позором уходит прочь (в поэме Гёте он и вовсе умирает от ран), а Нобль милует лиса, жалуя ему высокий придворный чин.
Во французской версии также существует альтернативный вариант концовки: побеждает всё-таки Изенгрим, и Ренара, либо тяжело раненого и сильно ослабевшего и потому принятого за мертвеца, либо же притворяющегося мёртвым, выбрасывают в ров, где его пытаются заклевать вороны. Однако тут к Ренару возвращаются силы, и одной из ворон он даже успевают откусить лапу. Они докладывают Ноблю, что лис жив, и Нобль грозиться пойти на Мальпертуи штурмом и в случае успешного взятия тут же повесить Ренара. Однако Гринбер в очередной раз просится привести своего дядю/кузена ко двору, на этот раз с коршуном Губером. Всё ещё не оправившийся от ран и лежащий в постели Ренар просит барсука и коршуна передать Ноблю, что он всё-таки умер. Узнав об этом, Нобль меняет своё мнение, отменяя поход и говорит, что «он лучшим был бароном/Из всех, какие нынче есть». На этом роман заканчивается.

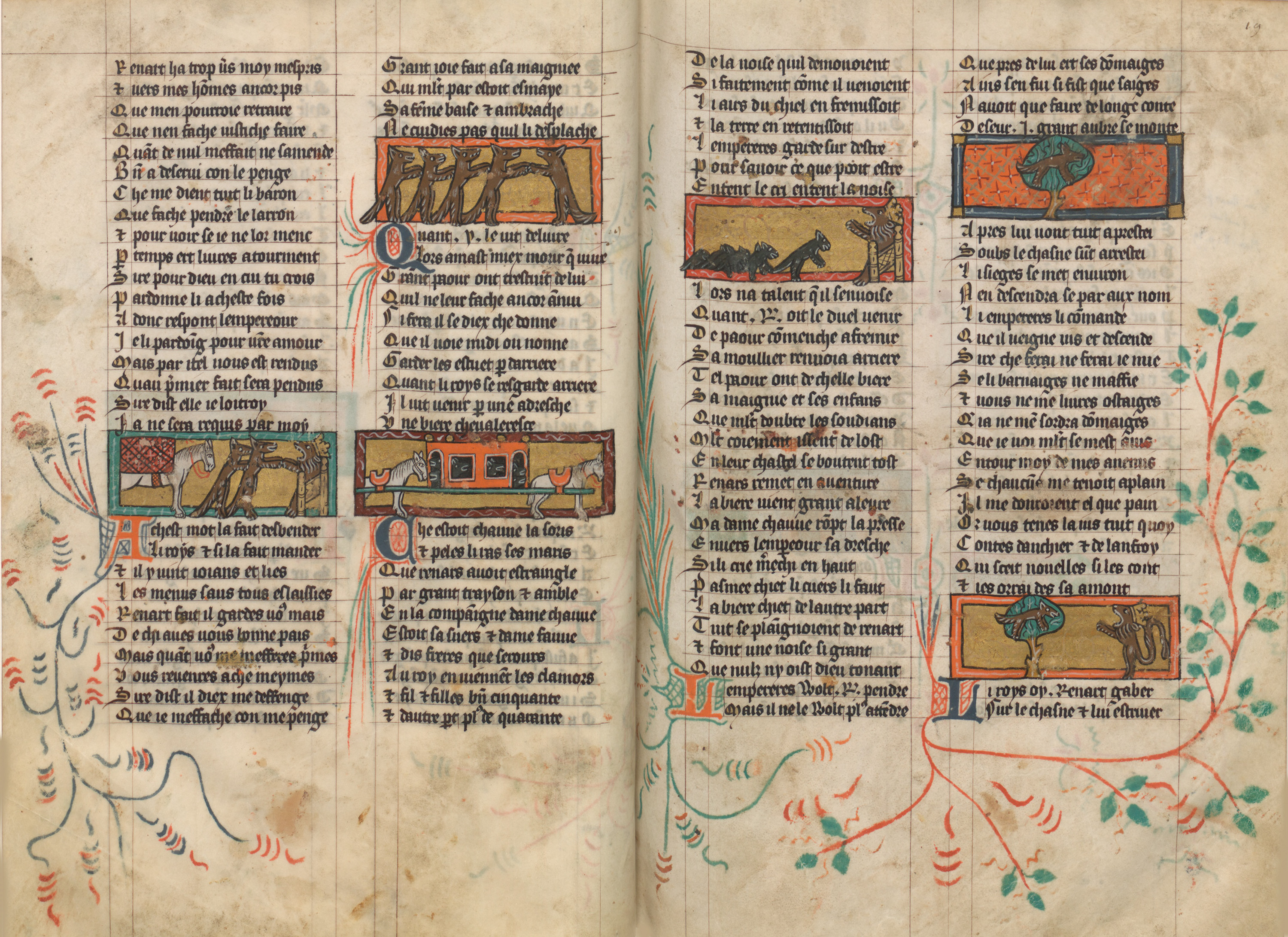
Иллюминированная рукопись с «Романом о Лисе» (XIV век)

Также во французской версии романа присутствуют другие события, происходящие только в ней. Как правило, они происходят либо до начала основного сюжета, либо после успешного избегания казни Ренаром. К примеру, Изенргим приглашает Ренара/Рейнеке в гости, тот замечает у Изенгрима висящие на крыше окорока, которые предназначены для Изенргима и его супруги. Но когда Изенгрим с супругой засыпает, лис проделывает в крыше их логова дыру, через которую он и ворует окорока. В другой ветви изголодавшийся Изенгрин, почуяв запах рыбы, просит Ренара накормить его, забыв о вражде с ним. Однако лис отвечает, что кушанье предназначено для монахов Тиронского ордена, которые, однако, готовы принять в свой орден всех желающих. Изенгрин соглашается вступить в орден, и лис уверяет, что для вступления в орден ему необходимо выстричь гуменцо-тонзуру, для чего он велит ему просунуть голову в дверную щель и поливает её кипятком. Также во французской версии у Изенгрима есть брат Примо, которого Ренар также водит за нос.
Также присутствуют ветви и с осадой Малепартуса/Мальпертуи после неудачи Тиберта или очередной жалобы на Ренара/Рейнеке, в ходе которой осаждающее замок войско Нобля не достигает успехов, и однажды ночью, привязав хвосты и лапы спящих воинов к стволам деревьев, лис ложится в постель к королеве, львице Фьер, которая, проснувшись, пугается и поднимает крик, а улитка-знаменосица Тардиф, пытаясь освободить связанных зверей, сгоряча рубит им хвосты и лапы, но в последний момент всё-таки берёт лиса в плен. Также есть ветвь, где Нобль отправляется в поход на язычников: змей, скорпионов и верблюдов, войско Нобля одерживает победу над ними, а в то время, как назначенный управлять королевством Ренар пишет подложное письмо о якобы гибели государя, с которым он посылает гонца в королевский замок, куда тайком мчится сам. Как только письмо доходит до Ренара и львицы Фьер, разгневанный лис убивает его, и после короткого траура они играют свадьбу. Однако вернувшийся с похода Нобль, с шоком узнавший о произошедшем, берёт свой же замок штурмом, и по его успешном окончании берёт лиса в плен, милуя его. Ветвь с походом Нобля является очевидной пародией как и на рыцарские романы, так и на непосредственно крестовые походы.
Во всех версиях присутствует мотив ловли рыбы в проруби с помощью хвоста (аналогично той же «Лисе и волку»): во французской версии это делает Изенгрим, а в немецкой — Гирмунда.

## Немецкие и фламандские версии

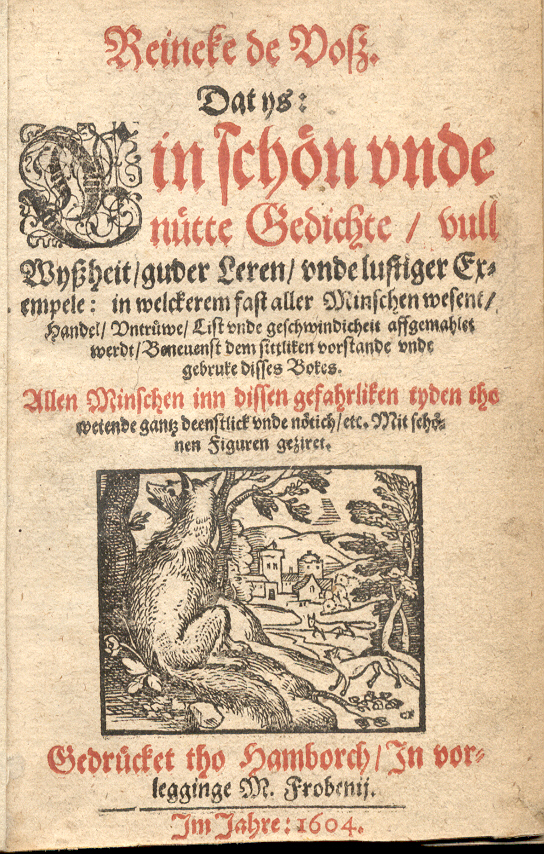
Титульный лист немецкого издания 1604 года

«Роман о Лисе» имел большой успех и за пределами Франции. Приблизительно в 1180 г. Генрих Лицемер (нем. Heinrich der Glichesäre) перевёл на немецкий язык одну из французских версий романа. В XIII веке появилась его фламандская обработка (нидерл. Van den vos Reynaerde). К этой версии восходят все позднейшие немецкие редакции «Романа о Лисе», в том числе «Reineke de Vos» (1498), приписываемый средненижненемецкому писателю и хронисту Герману Боте, и послуживший источником вдохновения для Иоганна Вольфганга Гёте, написавшего в 1793 г. свою знаменитую поэму в гекзаметрах «Рейнеке-Лис» из 12 песен. Одним из самых известных художников, проиллюстрировавших гётевскую поэму, является анималист Вильгельм фон Каульбах, создавший к изданию 1847 года около 36 рисунков-иллюстраций и виньеток. В том же в 1847 году стихотворный перевод «Reineke de Vos» на современный литературный немецкий язык (хохдойч) осуществил Карл Зимрок. В 1964 году вышел пересказ для детей за авторством восточногерманского писателя Франца Фюмана, на русском вышедший в 1989 году. Помимо смягчения особо жестоких моментов, в данном пересказе присутствует ряд любопытных деталей, отличающих его от оригинала. Так, главный герой, Рейнеке-лис, на этот раз не обладает никакими положительными качествами, и предстаёт настоящим антигероем. Таков же и Гримбарт, в оригинальном романе пытавшимся наставить лиса на путь истинный и отвадить от совершения злодеяний, в пересказе Фюмана он такой же злобный и лживый, как и его дядя/кузен. В конце, когда Рейнеке побеждает Изенгрима, Нобль, помимо помилования, также жалует ему титул рейхсканцлера с широчайшими полномочиями, что недвусмысленно намекает на Адольфа Гитлера.

## Поздние французские версии
Вновь к роману французская литература обратилась лишь в XX веке.
Одной из первых поздних переработок является «Приключения мэтра Ренара» (фр. Aventures de maître Renard) 1911 г., проиллюстрированная Жозефом Пиншоном, создателем известного во Франции комикса про Бекассину.
Примерно в это же временя появилась обработка, сделанная для детей Жанной Алле (сестрой писателя Альфонса Алле), и проиллюстрированную известным художником-комиксистом Бенжаменом Рабье.
В 1958 году вышел «Роман о лисе» Мориса Женевуа. Несмотря на то, что версия Женевуа во многом сохраняет многое из оригинального романа, он является вполне серьёзной его переработкой. Женевуа объединяет истории, взятые из разных ветвей, и связывает их собственными. Так, крестьяне вводятся в повествование романа с самых первых глав и фигурируют практически во всех историях. Кроме того, действие перенесено в XX век, в романе присутствует целая глава, посвящённая автомобилю. Особенностью романа является его поделённость на три хронологические части: «Юный Ренар», где главный герой-лис терпел унижения от других зверей, «Проделки Ренара», где он мстит своим обидчикам, и «Суд над Ренаром», где описываются события оригинального средневекового романа. Животные здесь не являются антропоморфными, несмотря на то, что они разумные и разговаривают (даже с людьми), они прежде всего — животные, вплоть до того, что автор использует «животную» терминологию для обозначения родственных связей — самец/самка, а не муж/жена. Из версии Женевуа исключены непристойные и похабные моменты.
Уже с середины XX века во Франции начинают выходить адаптации романа в виде комиксов-bande dessinée. Также «Роман о Лисе» комиксистами подвергается переосмысливанию и деконструкции. Так, двухтомный комикс «Детектив о Лисе» (фр. Le polar de renard) 1979—1981 годов за авторством Жан-Жерара Эмбара и Жан-Луи Юбера представляет собой перенос событий оригинала в современный на тот момент Париж в нуарном антураже бульварных детективов; а 10-томный комикс «История плаща и клыков» (фр. De Cape et de Crocs), выходивший с 1995 по 2012 годы, переносит действие в XVII век, сценарист комикса, Ален Айроль, помимо оригинального романа, вдохновлялся творчеством Мольера, Александра Дюма-старшего, пьесой «Сирано де Бержерак» Эдмона Ростана, хотя в целом комикс и так пестрит многочисленными отсылками. Одним из существенных различий «Истории плаща и клыков» является то, что главные герои — волк и лис — не враждуют, а дружат (хотя характеры такие же, как и в оригинале), а действие происходит среди людей, где антропоморфными животными являются лишь главные герои да кролик Евсевий. Юмор данного комикса интеллектуален и порой построен на каламбурах, но ненавязчив, и умело сочетается с экшеном. В целом сеттинг комикса нарочито театрален и сюрреалистичен, что, впрочем, также не мешает его качеству.

## Другие западноевропейские версии
В 1481 году английский первопечатник Уильям Кэкстон перевёл «Роман о Лисе» с нидерландскоязычной версии 1479 г. на английский, после чего выпустил в печать под названием «История о лисе Рейнарде» или «История хитрого плута, лиса Рейнарда» (англ. The History Reynard the Fox). Тем не менее, в переводе Кэкстон кое-где переделал оригинальный текст, а кое-где добавил от себя. Перевод Кэкстона стал наиболее популярным образцом прозаической переработки историй о Ренаре/Рейнеке. Как и в немецкой версии романа, кэкстоновский перевод представляет собой законченный рассказ, все ветви так или иначе связаны с основным сюжетом.
Впоследствии выпускались и английские стихотворные переводы «Романа». Из английских художников иллюстрации к роману выполнил, в частности, Уолтер Крейн.
Люксембургская версия романа, поэма под названием «Рейнерт или Лис в человеческом обличии» (люкс. De Renert oder de Fuuss am Frack an a Maansgré'sst), была написана поэтом Мишелем Роданжем (люкс. и фр. Michel Rodange), начата в 1866 году и вышла в 1872 году. Поэма, состоящая из 14 песен, стала одной из самых первых, созданных на люксембургском языке. При создании Роданж опирался так и на гётевскую поэму, так и на французскую версии романа, действие перенесено в Люксембург. Поскольку во время написания поэмы Люксембург находился в кризисе самоопределения из-за влияния соседних государств, и различные слои люксембургского общества мечтали о присоединении то к Франции, то к Германии, то к Бельгии, в поэме в сатирической форме отражены все перечисленные «партии», а также другие злободневные на этот момент события. Как и у Гёте, поэма Роданжа смягчена и «приглажена»: в ней нет пошлых и сексистских шуток, смягчён антиклерикальный юмор, но основная канва — сатира на власть и высмеивание кумовства, невежества и коррупции, сохраняется. Помимо этого, в поэме высмеиваются различные слои люксембургского общества того периода: начиная от трактирщиков и костоправов и заканчивая политическими журналистами.
В 1936 году вышла поэма «Приключения Аланика Лиса» (брет. Troiou-kamm Alanig al Louarn) бретонского поэта Жакеза Рью, написанная по мотивам гётевской. Как и во многих случаях, события поэмы были перенесены в Бретань и соответственно адаптированы под бретонские реалии, а имена персонажей были «переведены» на бретонский, то есть, были созданы, опираясь на семантику оригинальных немецкоязычных, средствами бретонского же языка.

## Восточноевропейские версии
В 1630-х годах в Московской Руси появляется «Сказание о Куре и Лисице», на которое сильное влияние оказали как русский фольклор, так и «Роман о Лисе». По сюжету, «преподобная мати Лисица» обращается к Куру, петуху, спуститься с дерева, где он сидит, под предлогом покаяния и отпущения грехов. Однако Кур, несмотря на то, что осознаёт свою греховность, отказывается спускаться, так как «зде умру, <…> понеже язык твой льстив, уста твоя полны суть неправды». Лиса же сравнивает Кура с великим грешником, который валяется «аки свиния, в кале», и напоминает ему о притче о мытаре и фарисее. Затем лиса, с явным лицемерием рыдает и обещает горе и посмертные муки, если петух Кур не спустится. Кур проникается словами лисы и спускается, однако она тут же хватает его и пытается съесть. На вопрос Кура «Что суть грехи мои? То ли мне от тебя праведное покаяние?», лиса отвечает резким обвинением во всех возможных грехах и злодеяниях: многожёнстве, ненависти к братьям-петухам и перечисляет все обиды, нанесённые ей, когда Кур охранял курятник. Пытаясь спастись, Кур пытается спорить с лисой и ссылаясь на Священное Писание, просит лису проявить милосердие, и даже убеждает её, что будет платить ей оброк по 50 рублей в год и обещает устроить её просвирницей к митрополиту Крутицкому. Однако Лиса, окончательно растерявшая весь налёт благодатности называет Кура обманщиком и съедает его. Таким образом, в «Сказании» высмеиваются лицемерие и мнимое благочестие, под которыми скрывается корысть. Петух-Кур выступает в качестве мнимого грешника, раскаяние которого ведёт не к спасению, а к гибели. Сюжет с лисом, наведывающимся к домашней птице в качестве монаха-проповедника, встречается и в «Романе о Лисе». Это и вызывает расхождение с православными догматами, где отсутствуют женщины-исповедницы. Не ранее начала XVIII века возникают стихотворная и смешанная, прозаическо-стихотворная версии «Сказания о Куре и Лисице», также по мотивам «Сказания» создавались лубки. Также Афанасьевым была записана народная сказка «Лиса-исповедница» с аналогичным сюжетом, однако петуху удаётся перехитрить лису и спасти себе жизнь.
Также в русской литературе XVII века встречается и сюжет с больным львом, которого излечивает лиса с помощью волчьей шкуры, встречающийся как и в баснях Эзопа, так и в «Романе о Лисе». Здесь, как и в «Романе», также встречается медведь.
В 1875 году румынским писателем и фольклористом Александру Одобеску под влиянием «Романа о лисе» был написан сказочный рассказ «Жупын Рэника-лис» (рум. Jupân Rănică Vulpoiul), действие происходит в средневековой Валахии. В 1958 году в Бухаресте «Издательством молодёжи» была издана русская версия с иллюстрациями А. Алексе, а в 1964 году сказка также с иллюстрациями Алексе выходила в детском журнале Arici Pogonici. В 1890 году свою версию в составе сборника «Когда ещё звери говорили» — «Лис Микита» написал украинский фольклорист и классик украинской литературы Иван Франко, действие перенесено на Западную Украину (в частности, судят главного героя во Львове), а текст написан на бойковском диалекте украинского. Также Микита появляется в сказке «Крашеный лис» и сатирическом стихотворении «Звериный парламент» того же автора. Сказка «Крашеный лис» была экранизирована в 1953 (студией «Союзмультфильм») и 1958 годах, а в 2007 году по оригинальной сказке был выпущен одноимённый мультсериал, ставший одним из первых мультсериалов независимой Украины.
Венгерский писатель и журналист Ференц Мора на основе сюжета романа написал сказочную повесть «Лис-хитрец» (венг. Csilicsali Csalavári Csalavér), сначала по частям выходившую в детском журнале «Az Én Újsagom», и изданную отдельной книгой в 1913 году. Следуя традиции, Мора перенёс сюжет и место действия в Австро-Венгрию начала XX века.

## Современные адаптации
- В 1930 году Владислав Старевич снял полнометражный кукольный мультфильм на основе версии Гёте.
- Версия Гёте послужила частичной основой для документального фильма 1962 года «Чёрная Лиса: Правдивая история об Адольфе Гитлере», при помощи аллегорий рассказывавшего о жизни нацистского лидера.
- В начале 1970-х годов на «Walt Disney studios» шло производство полнометражного мультфильма-экранизации романа. Однако ввиду трудностей адаптации исходника для семейной аудитории проект так и не был закончен. В итоге наработки были использованы при создании мультфильма «Робин Гуд», вышедшего в 1973 году, и содержащего визуальные отсылки на оригинальный роман: в частности, шервудский разбойник в данном мультфильме является лисом, малыш Джон — медведем, ноттингемский шериф — волком, а брат Тук — барсуком.
- В 2002 году «Грузия-фильм» выпустила вольную экранизацию — «Святой лис».
- В 2005 году Тьерри Шиль снял анимационный фильм «Лис Ренар», приближенный к средневековой версии.
- В 2007 году мультипликационный фильм на основе «Roman de Renard» снял будущий обладатель Оскара Лоран Уитц.
- В 2012 году мультфильм сняла Наталья Суринович, к которому сценарий в поэтической форме написал Вадим Семёнович Жук.
- «Самый рыжий лис» (Россия, 2016 г., реж. Александра Стреляная) — фильм-сказка по мотивам романа. Одной из побочных ветвей сюжета является помощь главного героя, Лиса, влюблённому кузнецу, пытающемуся развеселить девушку Эмми, которая никогда не смеётся и не улыбается.

## Переводы на русский язык
- Гёте И. В. Рейнеке-лис // Отечественные записки  / пер. с нем. Достоевского М. М.. — 1848. — Т. 52, № 26. — С. 265-314.
- Гёте И. В. Рейнеке-лис / пер. с нем. Достоевского М. М.. — 1865.
- Гёте И. В. Рейнеке-Лис / пер. с нем. Познякова Н. И., илл. Хр. Фоттелера. — СПб.: Издательство А. Ф. Девриена, 1897.
- Гёте И. В. Лис Патрикеич: поэма в двенадцати песнях / пер. с нем. Лихачёва В. С., илл. В. фон Каульбаха. — СПб., 1902.
- Гёте И. В. Рейнеке-Лис / пересказ для детей М.Л. Песковского, илл. Х. Лёйтеманна. — 3-е изд. — СПб.-М.: товарищество М. О. Вольф, 1902.
- Алле Ж-Р-М. Приключения Лиса Патрикеевича / пер с фр. Гранстрем Э. А., илл. Б. Рабье. — 1910.
  - Алле Ж-Р-М. Приключения Лиса Патрикеевича / пер с фр. Гранстрем Э. А., илл. Б. Рабье. — Эксмо, 2013. — 168 с. — (Книги - мои друзья). — ISBN 978-5-699-66900-4.
- Соловьёва П. С. Жизнь Хитролиса / С рис. Б. Рабье. — СПб.: Тропинка, 1910. — 222 с.
- Гёте И. В. Рейнеке-Лис / пересказ для детей М.Л. Песковского, илл. Х. Лёйтеманна. — 4-е изд. — СПб.-М.: товарищество М. О. Вольф, 1912.
- Гёте И. В. Проказы Лисы-Патрикеевны / стихотворный пересказ для детей А. М. Введенского, илл. В. фон Каульбаха и Хр. Фоттелера. — М.: Малютка, 1913. — 94 с.
- Роман о Лисе / Пер. со старофранц., сост. А. Г. Наймана; предисловие и комментарии А. Д. Михайлова; ответственный редактор Г. В. Степанов. — М. : Наука (ГРВЛ), 1987. — 160 с. — 50 000 экз.
- Рейнеке-лис: Поэма XV века / Пер. с нем. Л. В. Гинзбурга. — Л.—М. : Художественная литература, 1978. — 269 c.
- Гёте И. В. Рейнеке-лис / Пер. с нем. Л. Пеньковского, послесл. и примеч. А. Завадье, илл. В. фон Каульбаха. — 2-е изд.. — М.: «Детская литература», 1982. — 95 с. — 100 000 экз.
- Гёте И. В.. Рейнеке-лис / Пер. с нем. Л. Пеньковского. — М. : Художественная литература, 1984. — 192 с.
- История хитрого плута, Лиса Рейнарда / Пер. с англ. Л. Шведовой; вступ. ст. Н. Горелова. — СПб. : Азбука-классика, 2004. — 190 c.